# 池上警察署
池上警察署（いけがみけいさつしょ）は、警視庁の警察署の一つ。
警視庁第二方面に属し、東京都大田区の西南部を管轄している。管轄区域が多摩川を挟んで神奈川県川崎市と隣接しており、管内には第二京浜や環七通り、環八通りなどが縦横に走り、交通の要所となっている。
署員数およそ300名、識別章所属表示はNI。

## 所在地
- 東京都大田区池上三丁目20番10号
  - 最寄駅：東急池上線池上駅

## 管轄区域
大田区
- 東馬込一・二丁目（全域）
- 北馬込一・二丁目（全域）
- 中馬込一・二・三丁目（全域）
- 西馬込一・二丁目（全域）
- 南馬込一・二・三丁目、四丁目（49番を除く）、五・六丁目（四丁目49番は大森警察署の管轄）
- 山王四丁目の一部（11番から20番。それ以外の地域は大森警察署の管轄）
- 中央五・六・七・八丁目（一・二・三・四丁目は大森警察署の管轄）
- 池上一・二・三・四丁目、五丁目（23番、24番、27番及び28番を除く）、六・七・八丁目（五丁目の一部は蒲田警察署の管轄）
- 西蒲田二丁目、三丁目（24番を除く）、六丁目（1番から3番、19番から22番、35番から37番を除く。一丁目、三丁目の一部、四・五丁目、六丁目の一部は蒲田警察署の管轄）
- 新蒲田二丁目（1番の一部、3番・16番から23番を除く。一丁目、二丁目の一部、三丁目は蒲田警察署の管轄）
- 多摩川一・二丁目（全域）
- 東矢口一・二・三丁目（全域）
- 矢口一・二・三丁目（全域）
- 下丸子一・二・三・四丁目（全域）
- 千鳥一・二・三丁目（全域）
- 南久が原一丁目（二丁目は田園調布警察署の管轄）
- 久が原一丁目（1番から10番、11番の一部、12番・13番を除く）、二・三・四・五・六丁目（一丁目の一部は田園調布警察署の管轄）
- 仲池上二丁目の一部（17番から19番、29番・30番。それ以外の地域は田園調布警察署の管轄）

## 沿革
- 1949年（昭和24年）：大森警察署から分離開設。
- 2007年（平成19年）4月1日：矢口交番が地域安全センターに変更された。

## 組織
- 警務課
- 会計課
- 交通課
- 警備課
- 地域課
- 刑事組織犯罪対策課
- 生活安全課

## 交番
- 市野倉交番（大田区中央六丁目5番1号）
- 南馬込交番（大田区南馬込四丁目29番1号）
- 三本松交番（大田区北馬込二丁目28番6号）
- 久が原交番（大田区久が原三丁目28番10号）
- 池上駅前交番（大田区池上六丁目3番10号）
- 蓮沼交番（大田区西蒲田六丁目30番6号）
- 多摩川大橋交番（大田区矢口三丁目16番6号）
- 西馬込交番（大田区西馬込二丁目2番1号）
- 千鳥交番（大田区千鳥三丁目19番1号）
- ガス橋交番（大田区下丸子三丁目30番3号）

## 地域安全センター
- 矢口地域安全センター（大田区矢口一丁目2番6号）

## その他
- 毎年10月11日から13日に掛けて池上本門寺で行われるお会式には30万～100万人近くの参拝者が訪れるため、この3日間は池上警察署の署員がほぼ総出で警備・防犯・交通規制にあたる。
- 2007年（平成19年）8月から、管内で民間駐車監視員による放置車両確認事務が実施される。

## 主な未解決事件
- 矢口三丁目住宅内老女殺人事件[1]